# Lasioglossum minutum
Lasioglossum minutum är en biart som först beskrevs av Fabricius 1798.  Lasioglossum minutum ingår i släktet smalbin, och familjen vägbin. Inga underarter finns listade i Catalogue of Life.